# Instituto Catalán Internacional por la Paz
El ICIP (Instituto Catalán Internacional por la Paz; en catalán, Institut Català Internacional per la Pau) fue creado por el Parlamento de Cataluña a finales de 2007.  Aunque es de carácter institucional, es independiente del Gobierno de Cataluña y de otras entidades privadas, y está dotado de una personalidad jurídica propia. En  1999 la Fundación por la Pau propuso a los partidos políticos la creación de un instituto de promoción de la paz de carácter institucional. Pero no fue hasta el 2003 con la aprobación de la ley de Fomento de la Paz, cuando se impulsa ya de forma definitiva la creación del Instituto.
La finalidad básica del ICIP es promover la cultura de la paz en Cataluña y en el mundo, promover la resolución pacífica y la transformación de los conflictos y hacer que Cataluña tenga un papel activo como agente de paz. Establece que tiene que prestar servicios y articular respuestas en la ciudadanía, al movimiento por la paz, en el mundo académico y a las administraciones públicas, mediante la colaboración y la organización de actividades como la investigación sobre paz, la docencia, la transferencia de conocimientos, la difusión, la sensibilización y la intervención en el terreno.

## Organización
El ICIP se estructura con un equipo de trabajo y una Junta de Gobierno formada por personalidades provenientes del ámbito de la cultura de la paz (siete escogidas por el Parlamento y tres designadas por el Gobierno).
Desde julio de 2016, el presidente del ICIP es Xavier Masllorens Escubós, activista en movimientos sociales y miembro del consejo asesor de Fundesplai, psicólogo y diplomado en Administración y Dirección de Empresas y en Márqueting estratégico. Anteriormente ha sido presidente de FundiPau y durante muchos años ha sido directivo en organizaciones del tercer sector social: Oxfam Intermón, Síndic de Greuges de Catalunya,  Dincat (Discapacidad Intel·lectual  Cataluña) y Educació sense Fronteres.
Kristian Herbolzheimer Jeppson ejerce de director del Instituto Catalán Internacional para la Paz desde septiembre de 2018. Ingeniero técnico agrícola por la Universidad de Lleida (1994), Herbolzheimer es diplomado en Cultura de Paz por la Escuela de Cultura de Paz de la Universitat Autònoma de Barcelona (2001) y master en Construcción Internacional de Paz por el Kroc Institute for International Peace Studies de la Universidad de Notre Dame, en Estados Unidos (2009).
Desde el 2019, el ICIP es miembro de la red EPLO (European Peace Liaison Office), una plataforma europea de ONG y grupos de presión que trabajan por la construcción de la paz y la prevención de los conflictos violentos.

## Áreas de trabajo
Las líneas básicas de actuación del ICIP estructuran en cuatro áreas de trabajo, centradas en aspectos donde la institución puede aportar un valor añadido y contribuir a la innovación teórica y práctica en la construcción de paz.
Las cuatro áreas de trabajo del ICIP son: 'Memoria, convivencia y reconciliación'; 'Violencia fuera de contextos bélicos'; 'Diálogo social y político'; y 'Alternativas de seguridad'.
Las cuatro líneas tienen componentes de análisis y de investigación, de alianzas con actores sociales, académicos e institucionales -en Cataluña y en el mundo- para llevar a cabo actuaciones concretas y de comunicación con la opinión pública.

## Premio ICIP Construcción de Paz
El 2011 el Instituto inició la concesión del Premio ICIP Construcción de Paz:
- 2011ː Pepe Beúnza, el primer objetor de conciencia político del estado español.
- 2012: Madres de Soacha (Luz Marina Bernal, Carmenza Gómez, Maria Sanabria, Melida Bermúdez y Lucero Carmona). Soacha es una localidad próxima a Bogotá. Concedido por su lucha contra el genocidio militar de los 6.402 "falsos positivos" (ejecuciones extrajudiciales de civiles) en Colombia.[4]
- 2013: Jovan Divjak, el general bosnio que organizó la defensa de Sarajevo durante el asedio que duró 1200 días entre 1992 y 1995.
- 2014: Liga Internacional de Mujeres por la Paz y la Libertad (WILPF, en las siglas en inglés), por su trayectoria centenaria en el trabajo de mujeres por la paz, el compromiso con el desarme, la defensa de los derechos humanos y la persistencia para conseguir el reconocimiento del papel de las mujeres en la construcción de paz.[5]
- 2015: Joan Botam, por la tarea en favor de la paz y en la defensa del diálogo interreligioso.[6][7]
- 2016: Brigadas Internacionales por la Paz.[8]
- 2017: Arcadi Oliveres, en reconocimiento su compromiso e incansable dedicación con la promoción de la paz, la justicia social, los derechos humanos y el desarme.
- 2018: Cauce Ciudadano, por el trabajo de la entidad mexicana en la prevención y creación de oportunidades para jóvenes en contextos muy marcados por la violencia.[9]
- 2019: Colectivo de Familias de Personas Desaparecidas en Argelia (CDFAS).[10]
- 2020: Julienne Lusenge, activista por los derechos humanos, la paz y la seguridad en la República Democrática del Congo.
- 2022: El tejido asociativo en favor de la paz en el País Vasco.[11]
- 2023: Mujeres víctimas de la guerra y Niños olvidados de la guerra de Bosnia y Herzegovina.[12]